# Palaquium elliptilimbum
Palaquium elliptilimbum är en tvåhjärtbladig växtart som beskrevs av Elmer Drew Merrill. Palaquium elliptilimbum ingår i släktet Palaquium och familjen Sapotaceae. Inga underarter finns listade i Catalogue of Life.